# Supplementum Plantarum Succulentarum
Supplementum Plantarum Succulentarum (abreujat Suppl. Pl. Succ.), és un llibre il·lustrat amb descripcions botàniques que va ser escrit pel botànic, carcinòleg, i entomòleg anglès, Adrian Hardy Haworth. Va ser publicat a l'any 1819, amb el nom de ''Supplementum Plantarum Succulentarum: Sistens Plantas Novas Vel Nuper Introductas Sive Omissas. Suplemento de: Synopsis Plantarum Succulentarum Cum Observationibus Variis Anglicanis. J. Harding, Londres 1819, (online)